# 3601-es mellékút (Magyarország)
A 3601-es számú mellékút egy rövid, alig több, mint 2,5 kilométeres hosszúságú, négy számjegyű mellékút Borsod-Abaúj-Zemplén vármegye déli részén; Muhitól húzódik Körömig, a Sajót komppal átszelve.

## Nyomvonala
Ónod és Muhi határvonalán ágazik ki a 3606-os útból, annak a 16. kilométere közelében, kelet-északkelet felé; gyakorlatilag a Hejőkeresztúrtól idáig húzódó 3308-as út folytatásaként. Ónod területét egyébként ennél jobban nem érinti, Muhi lakott területének is csak északi peremén húzódik, első, kevesebb, mint 500 méteres szakaszán. Körülbelül 750 méter megtétele után átlép Köröm határai közé, másfél kilométer után pedig eléri a Sajó partját. A folyót komppal keresztezi, a túlpartot elérve pedig – nagyjából a folyásiránnyal párhuzamosan – délnek fordul. A második kilométere táján éri el Köröm első házait, ahol keletnek veszi az irányt, Kossuth Lajos utca néven. Így is ér véget, a falu központjában, beletorkollva a 3607-es útba, annak a 14+600-as kilométerszelvényénél.
Teljes hossza, az országos közutak térképes nyilvántartását szolgáló kira.kozut.hu adatbázisa szerint 2,530 kilométer.

## Települések az út mentén
- (Ónod)
- Muhi
- Köröm